# ماونتن فيو (كولورادو)
ماونتن فيو (بالإنجليزية: Mountain View, Colorado)‏ هي بلدة تقع في مقاطعة جيفيرسون بولاية كولورادو في الولايات المتحدة. تأسست عام 1879، تبلغ مساحتها 0.2 (كم²)، وترتفع عن سطح البحر 1641 م، بلغ عدد سكانها 529 نسمة في عام 2005 حسب إحصاء مكتب تعداد الولايات المتحدة وتصل الكثافة السكانية فيها 2845 نسمة/كم2.

## وصلات خارجية
- Town of Mountain View
- The US50 - Cities and Towns in Colorado State
- Colorado Cities and Towns, Facts, Map, Flag, Colleges, Government, and More